# Rio Hurtado (kommun)
Rio Hurtado är en kommun i Chile.   Den ligger i provinsen Provincia de Limarí och regionen Región de Coquimbo, i den centrala delen av landet, 400 km norr om huvudstaden Santiago de Chile. Antalet invånare är 4 137. Arean är 2 117 kvadratkilometer.
Terrängen i Rio Hurtado är mycket bergig.
Omgivningarna runt Rio Hurtado är i huvudsak ett öppet busklandskap. Runt Rio Hurtado är det mycket glesbefolkat, med 2 invånare per kvadratkilometer.